# なかだえり
なかだ えり（1974年11月2日 - ）は、日本のイラストレーター。

## 来歴
岩手県一関市出身。岩手県立一関第一高等学校、日本大学生産工学部建築学科卒業、法政大学大学院建築科修士課程修了。フリーランスで本のさし絵、建築設計、執筆など多分野で活動中。

## 作品リスト
- とらえどころのない曖昧な輪郭（星雲社、2002年12月、ISBN 978-4434026959）
- 東京さんぽるぽ（集英社、2010年3月、ISBN 978-4420310420）
- 奇跡の一本松～大津波をのりこえて（汐文社、2011年10月、ISBN 978-4811388267）
- 駅弁女子 日本全国旅して食べて（淡交社、2013年3月、ISBN 978-4473038708）

## 出演TV
- 町田忍の東へ西へ!私鉄沿線何だこれ?